# 堀田一雄
堀田 一雄（ほった かずお、1894年4月10日 - 1976年2月2日）は日本の生化学者、医学博士、大学教授。名古屋大学名誉教授、一宮女子短期大学名誉学長。

## 経歴
愛知県名古屋市出身。愛知県立医学専門学校（現・名古屋大学）、東北大学医科大学卒業。生化学を専攻し、愛知医科大学・名古屋医科大学・名古屋大学教授、和歌山県立医科大学教授を歴任した。1976年2月2日、脳血栓のため愛知県名古屋市中京病院で死去。81歳。告別式は愛知県医師会講堂で行われた。

## ドイツとの交流
名古屋日独協会の活動に尽力。1964年から1976年に亡くなるまで協会長として活動した。晩年にはドイツ連邦共和国功労勲章（大功労十字章）を受賞している。

## 著書
- 『健康食・病人食』中部日本出版社 1943年
- 『栄養化学』（吉岡政七、 長谷川栄一共著）南江堂 1964年
- 『食べものの知恵』製菓実験社 1965年
- 『栄養生化学』 廣川書店 1977年